# ベッティーナ・ハイネン–アイエヒ

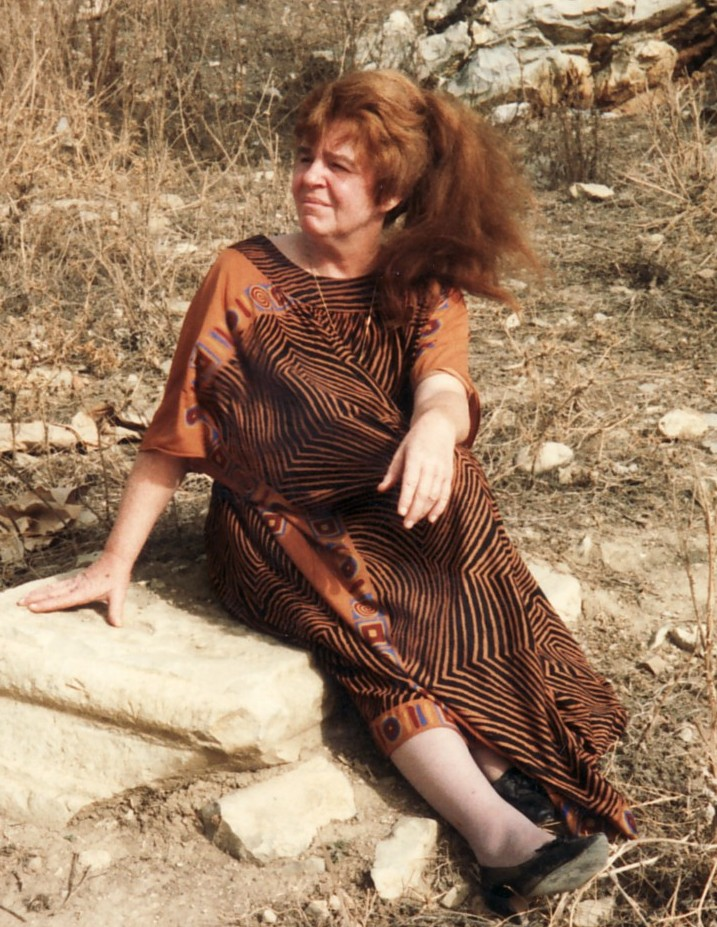
ベッティーナ・ハイネン–アイエヒ，で撮影した写真1989年

ベッティーナ・ハイネン–アイエヒ（ドイツ語：Bettina Heinen-Ayech，1937年9月3日、ゾーリンゲン - 2020年6月7日 ミュンヘン）はドイツの女流画家。色彩豊かなアルジェリアの風景画で有名。

## 生い立ち
ベッティーナ・ハイネンはバウヒェム出身のジャーナリスト、ヨハン・ヤコブ・ヨゼフ「通称ハンス」・ハイネン（1895–1961）の娘として生まれた。「ハンス」ハイネンは日刊紙ゾーリンガー・ターゲブラッツと業界紙エバースヴァルダー・オッフェルテンブラットの編集長であった。同時に彼は抒情詩人であり劇作家でもあった。 ベッティーナの母エルナ、旧姓シュタインホフ（1898–1969）はデュッセルドルフ生まれで、ゼースト近郊の騎士領に領主館ハウス・アーセを有するヴェストファーレンの一族の出身であった。ベッティーナには二人の兄弟と一人姉妹がいた。子供達は芸術的で開放的なゾーリンゲンの両親の家で成長した。一家はヘーシャイド地区のかつての鉛鉱監督技師の家であった古いハーフティンバー様式の家に住んでいた。ベティーナは晩年に至るまで故郷を訪れるたびこの家に滞在した。
第二次世界大戦中1942年からベッティーナは母と妹と共にアルゴイ地方、イシュニー近くのクロイツタール・アイゼンバッハで暮らした。後にそこへ画家であり一家の友人であるエルヴィン・ボヴィーン（1899−1972）が合流した。彼は10年間のオランダ滞在からドイツに帰国し、常にナチス当局から身を隠さねばならなかった。1944年ドイツの真の実態を記事にし報道したあと、父ハンス・ハイネンもまた後に続いた。クロイツタールのハンスとボヴィーンに逮捕令が通達されたが『郵便局の女性職員が破り捨てた』とハイネンは後年語っている。
1948年から1954年まで、若きベッティーナ・ハイネンはゾーリンゲンのアウグスト–ディッケ女子ギムナジウムで学んだ。そこで一人の女教師が彼女の才能を見出し、開花させた。ベッティーナの受けた最初の芸術への手解きは1945年ハイネン一家の『黒い家』に同居し始めたボヴィーンによるものである。彼はその死まで生涯ベッティーナの助言者であり続けた。1954年ベッティーナはケルン芸術学校に入学し、オットー・ゲルスターから大規模壁画を学んだ。彼女はそこで予科の３科目の受講を免除された。1955年初めてベッティーナ・ハイネの作品、水彩画とスケッチ20点がバード・ホンブルグのクアザールで展示された。当時18歳のベッティーナの作品がフランクフルトの画廊経営者ハンナ・ベッケル　フォン　ラートの目に止まり、現代ドイツの画家たちのグループ展（1955–56）に加えられた。カール・シュミット–ロットルッフ、パウル・クレー、マックス・ベックマン、マックス・エルンスト、エルンスト・ルートヴィヒ・キルヒナーそしてケーテ・コロヴィッツの作品に並んで南アメリカ、アフリカそしてアジアで巡回展示された。シュミット-ロットルッフはバッティーナに「自分らしくあり続けなさい」と助言した。
それに続きミュンヘン芸術アカデミーでヘルマン・カスパーに師事した。同時期に度々テッシンを訪れた。1958年からコペンハーゲンのデンマーク王立美術アカデミーで学び、この地から「七人姉妹の滝」のほとりに購入した山小屋のあるノルウェーへの数多の旅が始まった。1959年そして1962年にベッティーナ・ハイネンはノルドライン・ウェストファーレン州教育省から奨学金を受けた。それ以降、画業の旅はズュルト島、テッシン、ノルウェーそしてパリへと続いた。1962年ドイツ文化協会よりカイロへ招待され、ハイネンは初めて北アフリカを訪れた。
1960年、ベッティーナがボヴィーンと共に創作をしていたパリ、リュクサンブール公園でハイネンは後に夫となるアルジェリア人、アブデルハミド・アイエヒ（1926−2010）と出会った。1961年娘ダイアナが生まれ、その2年後、一家はアイエヒの故郷、その間フランスから独立していたアルジェリアのゲルマに転居した。1969年息子ハロンが生まれた。それに続く数十年間ベッティーナ・ハイネン-アイエヒは彼女の創作のためのモチーフを探し求め、ゾーリンゲンとアルジェリアを幾度となく行き来した。『かつてはR４と呼ばれ、今は見る影もないポンコツ』となった小型車に乗る彼女の『やめられない咥えタバコ』の姿は有名になった。彼女のアルジェリアへの愛は夫ハミドへの愛ゆえでもある。「自由な勇敢な男」とベッティーナ・ハイネン-アイエヒは夫を評した。
1968年アルジェの国立美術館は初めてベッティーナ・ハイネン-アイエヒの作品を購入した。1976年彼女はアルジェ会館の最優秀芸術賞を受賞した。同年彼女はエルヴィン・ボヴィーン（1972年逝去）友の会の会長に就任。1992年アルジェ国立美術館はベッティーナの回顧展を開催し、120点の作品が展示された。1993年ゾーリンゲン市民財団バーデン基金より文化賞を受賞。2004年アルジェにて当時の文化大臣カリダ・トウミの後援により第二回目の大回顧展開催。2006年アルジェリア政府より改めて表彰された。同年彼女の不在時にゾーリンゲンの家が盗難に遭い、標的にされたエルヴィン・ボヴィーンの絵画６点が盗まれた。
2018年に至るまでハイネン-アイエヒの作品は100を超える個展と数多のグループ展で欧州、アメリカ、そしてアフリカで展示された。彼女の名『ベッティーナ』は画名として定着しアラビア語でも表記された 。 بتينا　ベッティーナ・ハイネン-アイエヒの生涯と作品は出版され、映画化された。2012年彼女は戦後初めて、バイエルン放送局の番組制作チームを伴いアルゴイのクロイツタールを訪れた。
2020年6月7日ベティーナ・ハイネン-アイエヒは82歳でミュンヘンで亡くなった。
2020年「黒い家」と呼ばれた両親の家にベッティーナと彼女の芸術村の友人のために記念碑が建てられた。2022年1月ベッティーナ・ハイネン-アイエヒ公益財団、芸術、文化、国際交歓支援の基金が設けられた。財団は芸術家ベティーナの遺志を受け継ぐものである。

## 作品
ベッティーナ・ハイネン-アイヒエはその修業課程で全ての技法を学んだが、水彩画に重点を置いた。屋外画家として数多の風景画を残した彼女だが、肖像画はほとんど描かなかった。アルジェリア滞在は彼女独自の技法を生み出させることになった。ゲルマの乾燥した空気は、欧州で描くように水彩絵の具を滲ませず、混色させない。描く側から乾燥してしまう。そのため独自の画法を編み出した。
『私はモザイクのように、ひと筆ごとに鮮やかな色彩を並べ繋げていく』と彼女は語った。鮮烈な色彩はその組み合わせにより、アルジェリアの風景と光をありありと描き出すという効果をもたらした。テロの多発した1990年から2000年代初頭に及ぶ間、モチーフを求め旅することは不可能になり、ベッティーナはアルジェリアにいながら肖像画、静物画、窓外の風景しか描けなかった。

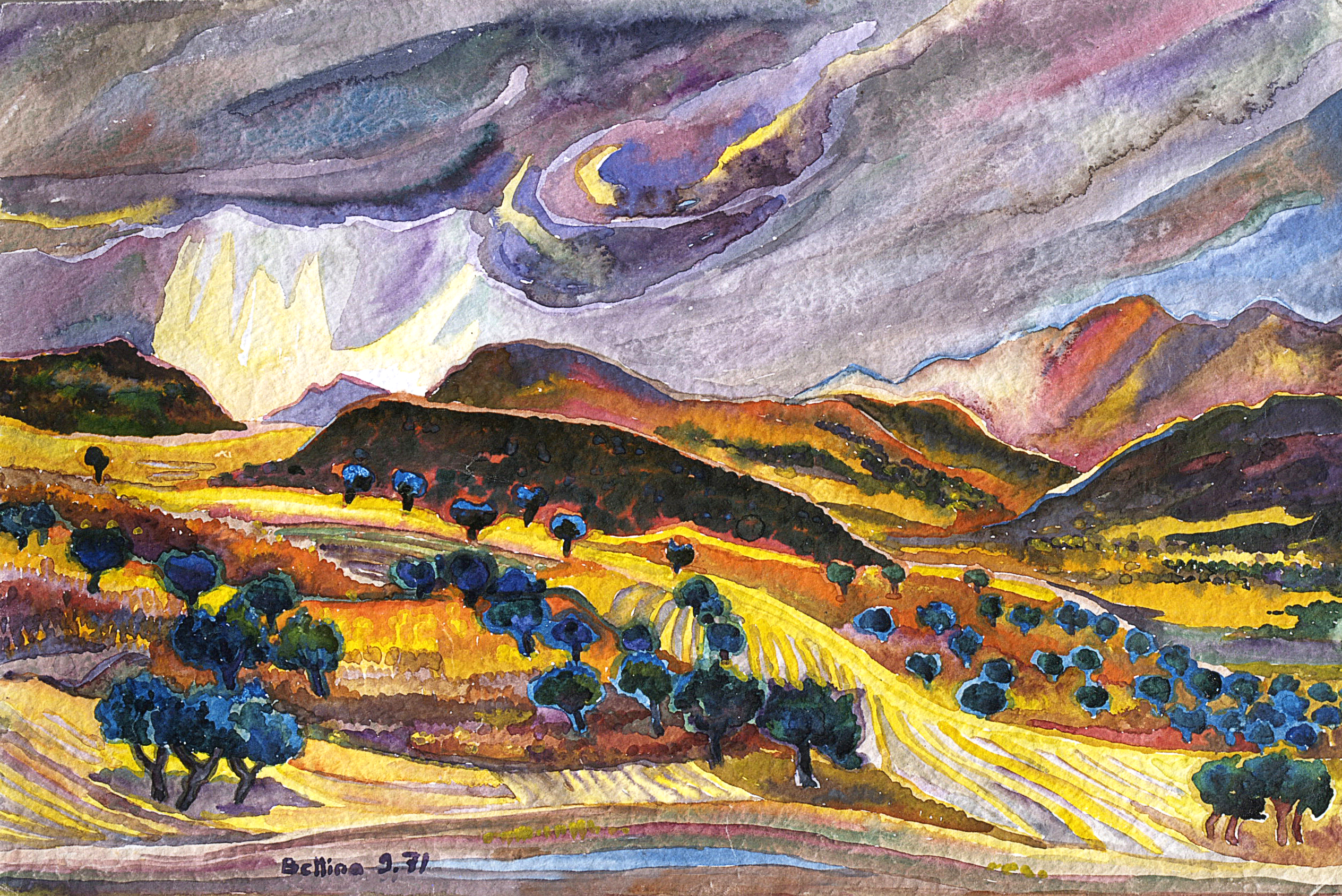
アルジェリアの夏の雷雨（1974年）

アリジェリアでの暮らしは絵画的技法のみならず、私自身の人間も変えた、とベッティーナは語った。彼女は自分の中の「欧州的偏見」を捨て去り、ゲルマの美しい自然に「耳を傾けた」。「南方の山、マホウナ、そこに広がる耕地は私の全ての感覚を虜にし魅了して止まず、私の幻想を保ち続けます。私はこの土地の春、赤い点に覆われた畑の緑を描きます。ー芥子の花ー　緑はその様々な色調全てで輝いているのです。欧州の濃い緑とはまるで違います。夏には青と紫の峰が輝かしい金色の小麦畑の上に聳え立つ様を描きます。冬には、表現するのが困難なほど、大地の赤は信じがたい強さを持つのです！」
1967 年にジャーナリスト、マックス・メツカーは既にデュッセルドルフ・ナッハリヒテン紙でベッティーナ・ハイネン-アイエヒについて次のように評している。「ハイネンは一つの風景を、そこを知らない人間さえ思い浮かべることができるように描き出す。彼女の描く肖像画は単に人物の姿を写したものではなく、その内奥までを探った魂の描写である。」

## 主要な展覧会（選抜）
- 1955年　バード・ホンブルグ、クアザール
- ノルドフリースランド美術館、ニッセンハウス　フースム； 　　　　　コペンハーゲン。ドイツ・クラブ
- 1958年　ヴェルフェン城、ミュンデン
- 1961年　ベルン、シュナイダー画廊
- 1962年　カイロ、ドイツ文化会館
- 1963年　ゾーリンゲン、ドイツ刃物博物館
- 1966年　デュッセルドルフ、ブリュッケ国際教育研究所
- 1970年　チュニス、サロン・デ・アート
- 1972年　ハンブルグ、現代美術ギャラリー
- 1973年　シュプリンゲ、ブルグホーフ博物館：ラバート、ゲーテ・インスティテュート、カサブランカ、ゲーテ・インスティテュート
- 1976年　グラートベック、ヴィットリンゲン城博物館
- 1980年　レムシャイト、市立博物館、郷土博物館　ハステン
- 1984年　ダマスカス、ゲーテ・インスティテュート、国立ダマスカス博物館が作品購入。アレッポ国立博物館
- 1986年　エル・ウェド、文化会館
- 1990年　ヴュルツブルク、オットー・リヒャルト・ホール、マインフランケン芸術と歴史友の会協会、パリ、アルジェリア文化センター
- 1992年　アルンデル、リトル・ギャラリー
- 1993年　アルジェ、アルジェ国立美術館にて作品１２０点展示の大規模回顧展。作品買い上げ
- 1998年　ゾーリンゲン、アウグスト-ディッケ–ギムナジウム創立125周年
- 2000年　ゾーリンゲン、バーデン美術館、パリ市庁舎
- 2002年　アルジェ、ドイツ・アルジェリア協会
- 2003年　アーヘン、フランスにおけるアルジェリア文化年の枠組みにて、フランス文化センター
- 2004年　アルジェ、アルジェ国立博物館にて文化大臣カリダ・トウミ後援の第二回大回顧展、100点の絵画展示。
- 2008年　アンジェ、アンジェ城
- 2017年　ゲオルグスマリエンヒュッテ、ヴィラ・シュターマー美術館

## 博物館、アーカイブ、公開コレクション
女流画家ベッティーナ・ハイネン–アイエヒの絵画や文献は欧州の国々や北アフリカ諸国の多くの博物館、資料館また公開コレクションに収蔵されている。国立アルジェの美しき芸術博物館には彼女の一大コレクションが、また首都アルジェ都収蔵コレクションは「ギャラリー・サムソン」に、アルジェの大統領府にも収められている。ノルウェーのアルスタハウグの町収蔵コレクションではベティーナ・ハイネン–アイエヒの作品は代表的存在である。ドイツでは彼女の作品はノルトライン−ヴェストファーレン州コレクション、ゾーリンゲン美術館、ノルトフリースランド美術館に収蔵される。スイスではその他の資料文献がチューリッヒのSIK-ISEA:スイスの古典及び現代美術芸術学研究所 に保管されている。

## 受賞歴
- 1976年  アルジェ市グランプリ受賞。
- 1993年　ゾーリンゲン市民財団　バーデン基金より文化賞受賞。
- 1998年　アルジェリア　コンスタンティン市より栄誉賞授与。
- 2003年　文化大臣ハリダ・トウミ女史より全業績に対しアルジェリア国家賞授与。
- 2006年　アルジェリア文化賞より公式表彰。

## 出版物
- （発行人として）ハンス・ハイネン：「豊かなる人生から」詩集。Uフォルム出版、ゾーリンゲン
- （発行人として）エルヴィン・ボヴィーン：「魂と世界の間の美しい戯れー画業我が人生」ISBN 3-88234-101-7.
- 発行人として）エルヴィン・ボヴィーン：作品目録（三カ国語による）U−フォルム出版、ゾーリンゲン1999年 ISBN 3-88234-103-3.

## 文献
- エドゥアルト・ファレット−フォン　カステルベルク：『ベッティーナ・ハイネン』クライナー出版、ベルン　1967年（独語｜仏語）
- アリ・エルハジ・タハール｜ハンス　カール・ペシュ：『ベッティーナ・ハイネン−アイエヒ』Uフォルム出版、ゾーリンゲン1982年
- マリアンネ・コパッツ：『ベッティーナ・ハイネン−アイエヒ、アルジェリアの水彩画とスケッチ』：ゾーリンゲン・シュタットシュパルカッセ銀行編、1985年
- マリカ・ブアブデラ｜ダイアナ・ミリーズ｜ベルナルド・ツィンマーマン『ベッティーナ・ヘイネン-アイエヒ回顧展　1951−1992』ゾーリンゲン・シュタットシュパルカッセ銀行編　1992年
- マリカ・ブアブデラ：『ベッティーナ』国立美術館回顧展図録　1993年
- ハンス　カール・ペシュ：『ベッティーナ、クラウス・ヴィーンコレクション』1999年  ISBN 3-88234-106-8.
- ダリア・マハメッド　オルフェリ：『ベッティーナ』国立美術館回顧展図録　2005年
- タイエブ・ララク：『画家と風景の出会いーベッティーナ・ハイネン−アイエヒとアルジェリア』（仏語）2007年
- アリ・エルハジ−タハール｜ハロン・アイエヒ博士：『ベッティーナ』ギャラリー　ダル　エル　ケンツ、アルジェ　2016年
- タイエブ・ララク：『画家と風景の出会いーベッティーナ・ハイネン−アイエヒとアルジェリア』2018年　ISBN 978-9947-0-5382-9
- クラウディア・シェーニング-カレンダー博士：『ベッティーナハイネン-アイエヒ』『感動、色彩、光　ある女流画家の芸術的遺産』アートプロフィール、芸術マガジン、2021年144号
- クリスティナ・シュトレックフス：『芸術家コロニー、その歴史の証人　ゾーリンゲンの「黒い家」』アートプロフィール、芸術マガジン　2022年148号48−53頁

## 映画
- 1992年：ベッティーナ・ハイネン-アイエヒ『エルヴィン・ボヴィーンへの手紙、芸術家の肖像』（ハッサン・ブアブデラ、ヴィジュアル　プロダクション、アルジェ1992年）。ドイツ語版：アヴァロンフィルム及びテレビプロダクションの共同制作、ゾーリンゲン1992年
- 2002年：ベッティーナ・ハイネン-アイエヒ　『自然への賛歌』（ブアレム・アイサウィ、CYMオーディオビジュアル、アルジェ）
- 2010年『思い出の芸術』（戦後初めてクロイツタールを訪れたベッティーナのルポルタージュ。バイエルン放送局定期番組『シュペッサルトの森からカールヴェンデル山地へ』枠内で放送。）
- 2015年：『アルゴイの消失点ー思い出の芸術、クロイツタールのエルヴィン・ボヴィーン』（ゲオルグ・バイエレ｜ルディ・ホルツベルガー共同監督、バイエレ-キュンプフェル-ホルツベルガー財団
- 2017年『ベッティーナ　ハイネン-アイエヒ　アルジェリアに生きるゾーリンゲンの女流画家（画家８０歳記念番組、WDR放送局「ベルギッシェランド地方番組」内で放送）

## ウェブリンク
- コモンズ：ベッティーナ　ハイネン-アイエヒ　画像、ビデオ、オーディオファイル収集
- ベッティーナ・ハイネン-アイエヒの作品の画像サイトwww.bettina-heinen-ayech.com
- ベッティーナ・ハイネン-アイエヒ　ー　芸術家コロニー「黒い家」の主人公　サイト www.schwarzes-haus.com
- バーバラ＆デトレフ・ラールフ：「ベッティーナ　ハイネン-アイエヒ」サイトbettina-heinen-ayech.com. 2008年10月10日、2018年11月3日閲覧。
- ベルギッシェランド地方番組：『 ベッティーナ ハイネン-アイエヒ　ゾーリンゲン出身のアルジェリアの女流画家』（ardmediathek.de.2017年12月28日、2018年11月3日閲覧）